# Reichspfandschaft
Reichspfandschaft bezeichnet in der historischen Forschung einen Teil des Reichsguts im römisch-deutschen Reich, der für eine bestimmte Summe (Pfandsumme) vom König einem Reichsstand oder einer anderen Person als Pfandinhaber verpfändet wurde.
Um den unwiederbringlichen Verlust zu vermeiden, wurde Reichsgut von den römisch-deutschen Königen nicht verkauft, sondern für eine bestimmte Summe verpfändet, wobei der Pfandinhaber bis zur Auslösung des Pfands eine eigentümerähnliche Stellung und das volle Nutzungsrecht besaß. Falls das Pfandobjekt nicht ausgelöst wurde, verblieb es beim Pfandinhaber. Es konnte sich bei dem Pfandobjekt um (teilweise erheblichen) Landbesitz handeln, aber ebenso um bestimmte Reichsrechte, etwa um ein örtliches Zollrecht (siehe Regalien).
Aufgrund der Finanznot der Könige im Spätmittelalter wurde seit dem Interregnum zunehmend auf die Verpfändung von Reichsgütern zurückgegriffen, so für die Belohnung von Diensten und der Absicherung dynastischer Interessen bei der Königswahl, weshalb besonders im 14. Jahrhundert ganz erhebliche Teile des Reichsguts in Form von Wahlversprechen verpfändet wurden. Diese Praxis erwies sich insofern als problematisch, als die Auslösung eines Pfands aufgrund entsprechend hoher Beträge und der weiterhin akuten Finanznot des Königtums kaum mehr möglich war. Die Folge war der Verlust weiter Teile des Reichsguts, womit das spätmittelalterliche römisch-deutsche Königtum eine wichtige Einnahmequelle und Einfluss einbüßte. Andere Einnahmen konnten die daraus resultierenden Verluste nicht decken.
Während sich Rudolf von Habsburg noch um die Rückgewinnung von verlorenem Reichsgut bemüht hatte, war dies im 14. Jahrhundert eher die Ausnahme. In seiner Wahlkapitulation hatte Karl IV. den Reichsfürsten gelobt, sie im ungestörten Besitz ihrer Reichspfandschaften zu lassen. Von dem damit einhergehenden Machtverlust des Königtums profitierten im 14. und 15. Jahrhundert vor allem die einflussreichen Fürsten, da eine funktionierende Königsherrschaft nur noch dank der jeweils eigenen Hausmacht möglich war. Karl IV., der häufig auf Verpfändungen zurückgriff, hatte dies auch getan, um so die luxemburgische Vormacht dank des umfassenden Hausmachtkomplexes zu sichern. Doch erschwerte dies im 15. Jahrhundert vor allem den nachfolgenden Königen Ruprecht von der Pfalz und Sigismund (der auf das luxemburgische Hausgut zu Beginn seiner Herrschaft keinen Zugriff hatte) die Regierungspraxis, da beide im Reichsgebiet über keine ausreichenden Ressourcen verfügten.
Beginnend mit Karl V., der in seiner Wahlkapitulation vom 3. Juli 1519 den Reichsfürsten ausdrücklich alle Regalien, Privilegien und Pfandschaften bestätigte, haben alle nachfolgenden Kaiser des Heiligen Römischen Reiches in ihren Wahlkapitulationen den Reichsfürsten zugesichert, sie im Besitz der Pfandschaften zu belassen.